# Sasa palmata
Sasa palmata là một loài thực vật có hoa trong họ Hòa thảo. Loài này được (Burb.) E.G.Camus miêu tả khoa học đầu tiên năm 1913.

## Hình ảnh

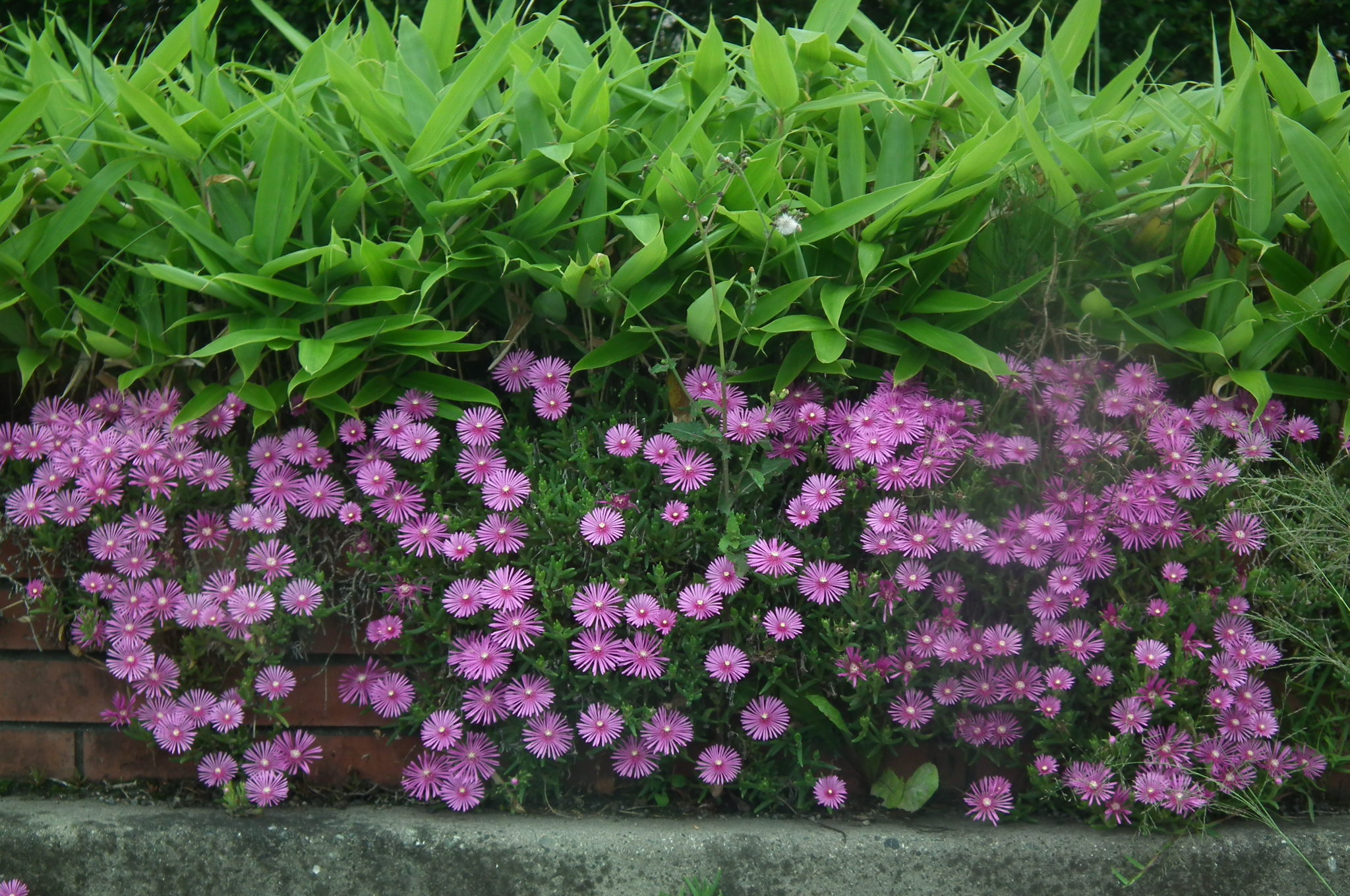